# Зарница (метеорология)

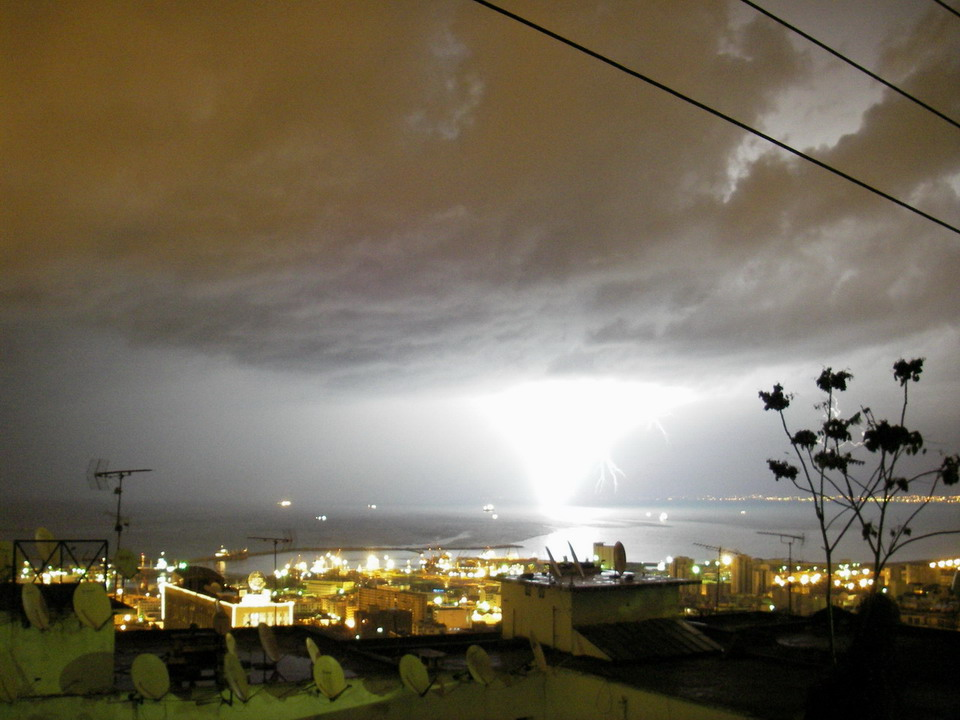
Зарница

Зарни́ца — вспышка света на горизонте от молнии отдалённой грозы. Грома при этом не слышно из-за дальности, но видно вспышки молний, свет которых отражается от кучево-дождевых облаков (преимущественно их вершин).

## Описание

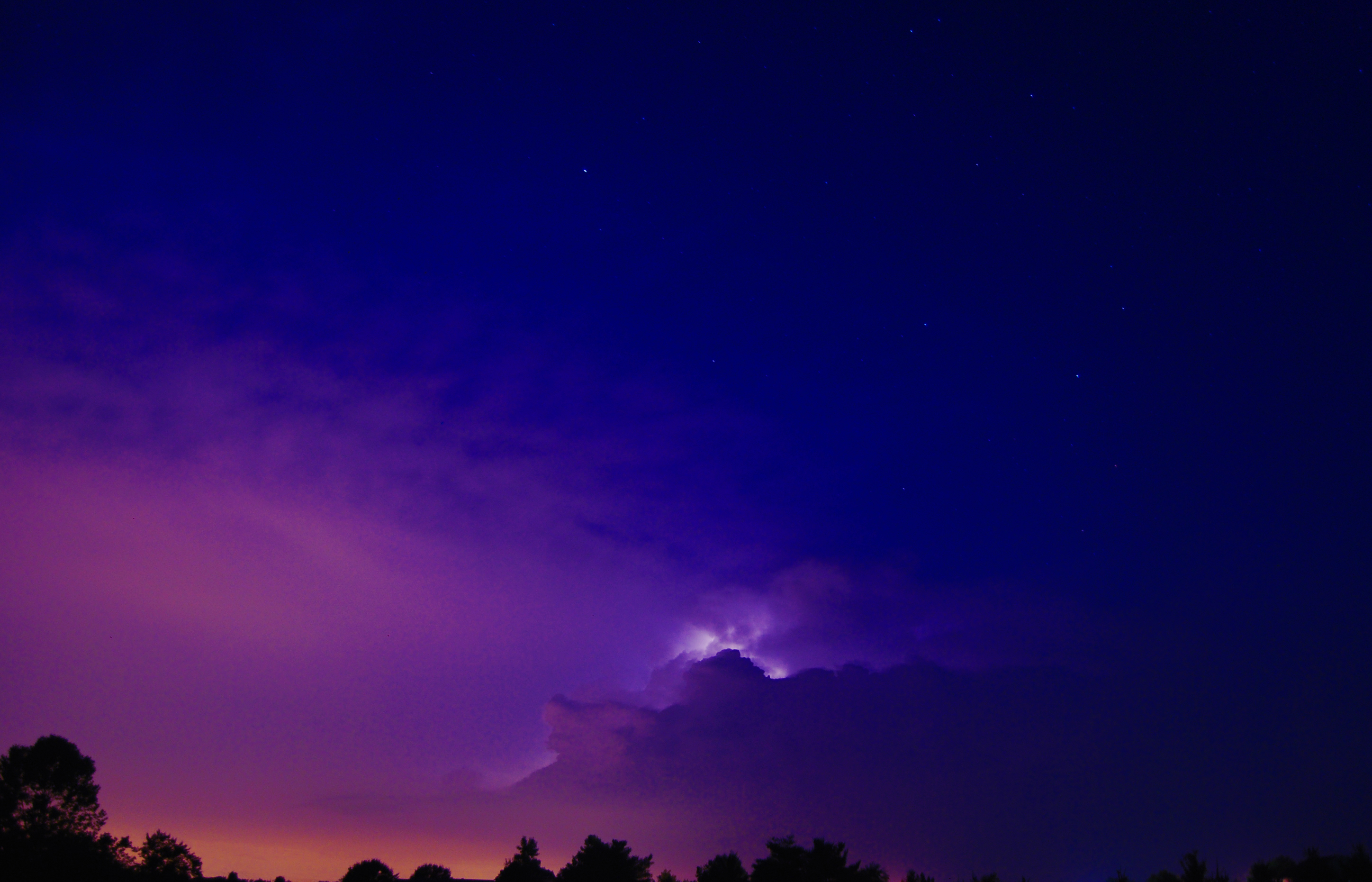
Отдалённая молния возле Луисвилла (Кентукки)

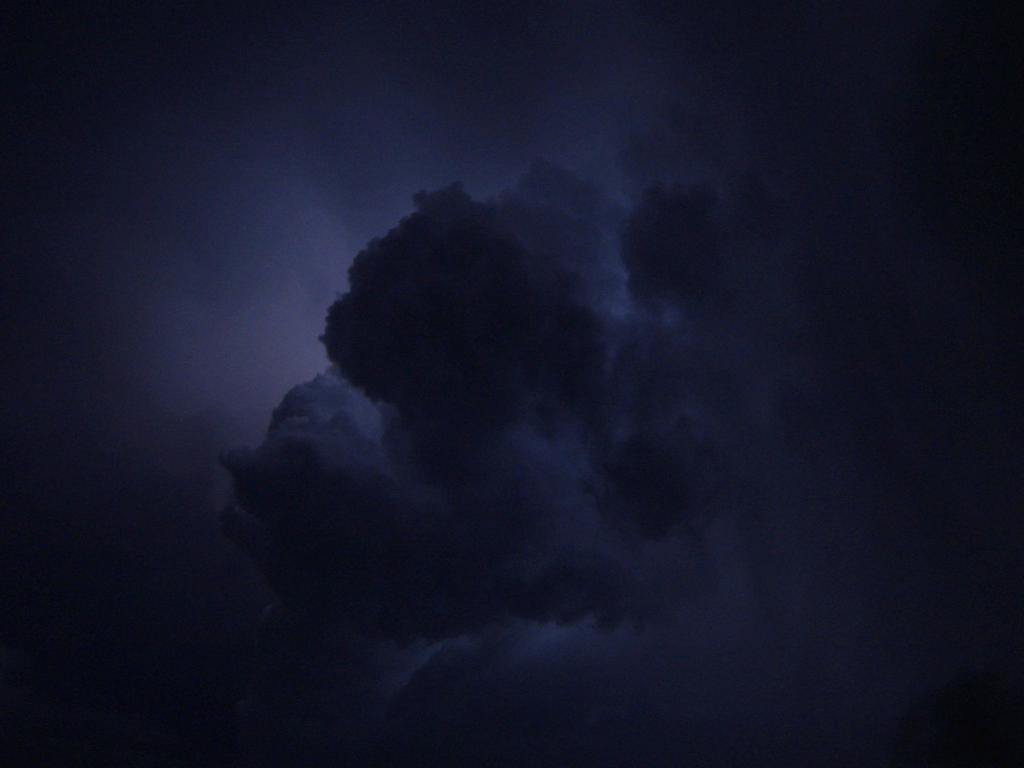
Зарница над Форментерой, 2004 год

Зарница представляет собой световую вспышку от электрического разряда — молнии. Появляется чаще всего в жаркое время года (например, в конце лета) вечером на горизонте, однако в тропическом климате может происходить в зените. Зарницы вызваны разрядами молний внутри грозовых облаков и между ними, далёкими отблесками молний, слишком высоким расположением облаков и нехваткой разрядам электрической «отдачи» от Земли. При зарницах не слышен гром. Могут наблюдаться при безоблачном небе.
Увидеть можно вспышки света от молний, происходящих высоко между полупрозрачными облаками, либо между двумя слоями облаков. Такие зарницы зачастую наблюдаются в экваториальных широтах в поясе сильных гроз. Зарницы умеренных широт являются отблесками молний. Согласно Луиджи Пальмьери, появление зарниц в определённой точке горизонта связано с наличием грозы в том же направлении. Иногда зарницы продолжаются, следуя друг за другом, несколько часов.

## В народной культуре
У скандинавских народов появление зарниц связывают с уборкой зерна и периодом активного вылова сельди, происходящими в конце лета.
В России ночи с продолжающимися несколько часов зарницами называются воробьиными.